# Fölsbyn
Fölsbyn är en ort på gränsen mellan Blomskogs distrikt (Blomskogs socken) och Holmedals distrikt (Holmedals socken) i Årjängs kommun, Värmlands län (Värmland). Orten har fram till och med år 2005 samt återigen från 2015 av SCB klassats som en småort.